# ポスト・ニュートン展開
ポスト・ニュートン展開（ポスト・ニュートンてんかい）またはポスト・ニュートニアン展開 (post‐Newtonian expansions)・ポスト・ニュートン近似 (post‐Newtonian approximation) は、一般相対性理論における近似の一つであり、弱い重力場を表現する場合に、アインシュタイン方程式をすべてのオーダーで解かずに、物質の速度 {\displaystyle v} の光速度  {\displaystyle c} に対する比 {\displaystyle \varepsilon \equiv (v/c)^{2}\ll 1} を展開パラメータとして、方程式・計量を展開する手法である。
例えば、太陽系では、重力ポテンシャルの大きさ {\displaystyle U} は、 {\displaystyle c=G=1} の単位系で、オーダー {\displaystyle O(10^{-5})} 程度であり、惑星の速さ {\displaystyle v} はビリアル定理によって {\displaystyle v^{2}\leq U} であるので、ポスト・ニュートン展開が十分良く適用できる。つまり、 ポスト・ニュートン近似された式を解くことによって、ほぼ正しい物理的描像が得られるので、一般相対性理論の式をきちんと解く必要がない。
近年、重力波 観測に絡んで、連星中性子星系・連星ブラックホール系の合体による重力波の波形やエネルギーを計算する手段として、精力的に計算が進められている。合体そのものの現象でなければ、高次のポスト・ニュートン展開で、ある程度の描像が得られるからである。重力波が放出されると、重力波自身が重力源となる輻射反作用力（radiation reaction）が発生する。この輻射反作用は、ポスト・ニュートン展開の2.5次から発生する。次数計算に、0.5という端数が登場するのは、上記のように、次数を {\displaystyle \varepsilon \equiv (v/c)^{2}} で数えるからである。
高次の展開式は、非常に複雑になる。近年、アインシュタイン方程式をフルに数値計算することが可能になりつつあり、その際の計算結果の照合にも利用されるようになってきている。
より一般的に、太陽系などの弱い重力場での重力理論の検証のために、一般相対性理論だけではなく、他の重力理論の可能性も含めて計量を表現するPPN形式 (parametrized post-Newtonian formalism) もある。

## 定式化
以下では Maggiore (2008) に従い、展開パラメータを重力源の速度 {\displaystyle v} と光速 {\displaystyle c} の比 {\displaystyle \epsilon :=v/c} とし、{\displaystyle {\mathcal {O}}(\epsilon ^{n})} の量を添え字 {\displaystyle (n)} により表す。また、物質場は非相対論的でありそのエネルギー・運動量テンソル {\displaystyle T^{\mu \nu }} は {\displaystyle \left|T^{ij}/T^{00}\right|={\mathcal {O}}(\epsilon ^{2})} を満たすものと仮定する。また光速 {\displaystyle c} を1とする単位系を採用する。
物質場が存在しないミンコフスキ時空では計量テンソル {\displaystyle g_{\mu \nu }} は {\displaystyle g_{00}=-1}, {\displaystyle g_{ij}=\delta _{ij}} と書けるため、ポスト・ニュートン展開ではこの計量に対する補正項を {\displaystyle \epsilon } のべき級数という形で求めることになる。重力波放射を無視する近似では、時間反転対称性のため例えば {\displaystyle g_{00}} には {\displaystyle \epsilon } の奇数次の項は現れないため、この展開を次のように表示することができる。
{\displaystyle g_{00}=-1+{}^{(2)}g_{00}+{}^{(4)}g_{00}+{}^{(6)}g_{00}+\cdots }
{\displaystyle g_{0i}={}^{(3)}g_{00}+{}^{(5)}g_{00}+\cdots }
{\displaystyle g_{ij}=\delta _{ij}+{}^{(2)}g_{00}+{}^{(4)}g_{00}+\cdots }
同様に、エネルギー・運動量テンソルは次の形に展開される。
{\displaystyle T^{00}={}^{(0)}T^{00}+{}^{(2)}T^{00}+\cdots }
{\displaystyle T^{0i}={}^{(1)}T^{00}+{}^{(3)}T^{00}+\cdots }
{\displaystyle T^{ij}={}^{(2)}T^{00}+{}^{(4)}T^{00}+\cdots }

### ニュートン極限
アインシュタイン方程式に上記展開を代入し {\displaystyle \epsilon } のべきで整理すると、調和ゲージ条件（De Donderゲージとも呼ぶ） {\displaystyle \partial _{\mu }\left({\sqrt {-g}}g^{\mu \nu }\right)=0} のもとで、時間成分の最低次の項からは {\displaystyle {}^{(2)}g_{00}} に関する方程式
{\displaystyle \nabla ^{2}{}^{(2)}g_{00}=-8\pi G{}^{(0)}T^{00}}
が導かれる。{\displaystyle T^{00}} は物質場のエネルギー密度であることから、この結果は計量の最低次の補正項 {\displaystyle {}^{(2)}g_{00}} はニュートン理論における重力ポテンシャル {\displaystyle \phi (t,x)=-G\int {\frac {{}^{(0)}T^{00}(t,x')}{|x-x'|}}d^{3}x'} と
{\displaystyle {}^{(2)}g_{00}=-2\phi }
という関係にあることを示している。同様に、アインシュタイン方程式の空間成分から {\displaystyle {}^{(2)}g_{ij}} が
{\displaystyle {}^{(2)}g_{ij}=-2\phi \delta _{ij}}
と表示できることが従う。
一方、アインシュタイン方程式の {\displaystyle (0,i)} 成分の最低次の項は
{\displaystyle \nabla ^{2}{}^{(3)}g_{0i}=16\pi G{}^{(1)}T^{0i}}
という方程式であり、{\displaystyle {}^{(3)}g_{0i}} はある種のベクトルポテンシャル
{\displaystyle {}^{(3)}g_{0i}=\zeta _{i},\ \ \zeta _{i}(t,x)=-4G\int {\frac {{}^{(1)}T^{0i}(t,x')}{|x-x'|}}d^{3}x'}
に等しいことが導かれる。なお {\displaystyle \phi } と {\displaystyle \zeta _{i}} は独立ではなく、ゲージ条件に対応する拘束条件 {\displaystyle {\frac {\partial \phi }{\partial t}}+\mathbf {\nabla } \cdot \mathbf {\zeta } =0} を満足する